# ترستینیتسه (ناحیه سویتاوی)
ترستینیتسه (به چکی: Trstěnice) یک منطقهٔ مسکونی در جمهوری چک است که در ناحیه سویتاوی واقع شده‌است. ترستینیتسه ۵۱۷ نفر جمعیت دارد.